# Bill Mackey
Bill Mackey,  ameriški dirkač Formule 1, *15. december 1927, Dayton, Ohio, ZDA, †29. julij, 1951, Winchester, Indiana, ZDA.
Bill Mackey je pokojni ameriški dirkač, ki je leta 1951 sodeloval na ameriški dirki Indianapolis 500, ki je med letoma 1950 in 1960 štela tudi za prvenstvo Formule 1, in dosegel devetnajsto mesto. Leta 1951 se je smrtno ponesrečil na dirki v Winchestru.